# Berliet VR
Der Berliet VR, angeboten mit kurzem Radstand als Berliet VRC (C = court) und mit langem Radstand als Berliet VRL (L = longue), war ein beim Fahrzeughersteller Berliet in Lyon ab 1924 und erneut ab 1930 gebauter Pkw der gehobenen Mittelklasse.

## Berliet VR von 1924
Der Typ erhielt am 4. Juli 1924 seine allgemeine Betriebserlaubnis. Er hatte einen wassergekühlten Vierzylinder-Reihenmotor vom Typ MKX: Bohrung × Hub 80 × 130 mm, Hubraum 2614 cm³, 12 Steuer-PS, die bei 1500/min entwickelte effektive Höchstleistung wird in den Quellen nicht genannt, dürfte aber bei etwa 35–40 PS gelegen haben. Der Radstand und der Preis werden wie folgt genannt:
- 1924: 3,06 m, bloßes Chassis 20.600 Francs, viersitziger Torpedo 26.500 Francs, Innenlenker 34.000 Francs[3].
- 1925: 3,20 m (VRC) oder 3,35 m (VRL), gleiche Preise[4].
- 1926: 3,20 m, bloßes Chassis 20.600 Francs,[5].

Auf dem Pariser Autosalon 1927 wurde der Typ nicht mehr ausgestellt, offenbar wurde im Laufe dieses Jahres die Produktion zugunsten der zwar kleineren, aber mit Sechszylindermotoren ausgestatteten Typen Berliet VIH und Berliet VIHF eingestellt,  was dem Zeitgeschmack mehr entsprach.

## Berliet VRC von 1930
Im Jahr 1930 gab es eine Neuauflage des Berliet VRC. Das Fahrzeug wurde jetzt mit nur einem Radstand von 3,10 m, aber mehreren Motoren erstmalig am Pariser Autosalon 1930 angeboten: Jetzt bedeutete das C offenbar nicht mehr „court“, sondern „nächste Variante des VR nach dem Berliet VRB“ und vor dem Berliet VRD: Man sieht daran, wie verwirrend teilweise die Typenbezeichnungen bei Berliet sind.
- VRC 19: Wassergekühlter Vierzylindermotor, Bohrung × Hub 90 × 130 mm, Hubraum 3308 cm³, 19 Steuer-PS, die bei 2000/min entwickelte effektive Höchstleistung wird in den Quellen nicht genannt, dürfte aber bei etwa 60 PS gelegen haben[6]. Der Preis betrug 1930 für das bloße Chassis 28.000 Francs, 1931 fiel er auf 22.000 Francs, 1932 waren für die fünfsitzige Limousine 36.000 und für die 6/7sitzige Ausführung („Familiale“) 39.000 Francs zu zahlen[7].
- VRC 22, ab 1931 VRC 23: Wassergekühlter Sechszylindermotor, Bohrung × Hub 85 × 120 mm, Hubraum 4086 cm³, 22 bzw. 23 Steuer-PS, die bei 2500/min entwickelte effektive Höchstleistung wird in den Quellen nicht genannt, dürfte aber bei etwa 70 PS gelegen haben[8]. Der Preis betrug 1930 für das bloße Chassis 46.000 Francs, 1931 fiel er auf 37.000 Francs, für das Jahr 1933 wurde er nicht mehr angeboten.
- VRC 12: Wassergekühlter Vierzylindermotor, Bohrung × Hub 80 × 130 mm, Hubraum 2614 cm³, 12 Steuer-PS,  effektive Höchstleistung wird in den Quellen nicht genannt. Erstmalig auf dem Pariser Autosalon Oktober 1931 ausgestellt[9]. Der Preis betrug im Oktober 1931 für das bloße Chassis 22.000 Francs, ab Oktober 1932 waren für die fünfsitzige Limousine 35.000 und für die 6/7sitzige Ausführung („Familiale“) 38.000 Francs zu zahlen[10].

1933 wurde der Bau dieser Typen eingestellt, VRC12 und VRC19 wurden für das Jahr 1934 vom Nachfolger Berliet VRD12 bzw.VRD19 abgelöst.

### Originalquellen
Eine Publikation, in der alle vor 1945 gebauten Berliet-Typen individuell abgehandelt wären, gibt es nicht. Neben der unten erwähnten Literatur wurde auf die folgende in der Fondation Berliet verwahrte Originalunterlagen zurückgegriffen:
- „Fiches des Mines“: Es sind die Werksunterlagen zur Erteilung einer allgemeinen Betriebserlaubnis, hierfür ist in Frankreich der „Inspecteur des mines“ sachlich zuständig. Diese Unterlagen sind im Berliet-Archiv chronologisch geordnet und nummeriert. Nicht zu jedem Typ bzw. Variante gibt es entsprechende Unterlagen, teils, weil sie wohl als Untervarianten eines anderen Typs verstanden wurden, für den eine gesonderte Erlaubnis nicht erforderlich war, teils wohl, weil diese Unterlagen im Laufe der letzten 100 Jahre verlorengegangen sind. Bei Militärtypen gibt es Hinweise, dass eine Betriebserlaubnis direkt durch militärische Dienststellen erfolgte, was entsprechende „fiches des mines“ überflüssig machte. Die Quellenbezeichnung lautet: „Fiches No....“
- „Etat des véhicules utilitaires et autobus declares aux mines depuis 1920“, eine 15-seitige Zusammenstellung vom 1. Dezember 1941, enthält insbesondere die reservierten Chassisnummernbänder, die jedoch vielfach nicht vollständig ausgeschöpft wurden, einige Typen bzw. Varianten werden nicht erwähnt, Quellenbezeichnung lautet: „Etat S...“
- „Nombre de véhicules construits de 1930 à 1942“, siebenseitige Zusammenstellung der zwischen 1930 und 1942 gebauten Stückzahlen an Nutzfahrzeugen, erstellt wohl 1943, erste Seite teilweise irreparabel verderbt, teilweise werden mehrere Typen bzw. Varianten zusammengefasst, Quellenbezeichnung lautet: „Nombre S...“

### Sonstige Quellen
- René Bellu, Toutes les voitures Françaises 1924, in Automobilia Hors-Serie No.82, Paris 2007, zit. als „Bellu 1924“
- René Bellu, Toutes les voitures Françaises 1925, in Automobilia Hors-Serie No.72, Paris 2006, zit. als „Bellu 1925“
- René Bellu, Toutes les voitures Françaises 1926, in Automobilia Hors-Serie No.88, Paris 2007, zit. als „Bellu 1926“
- René Bellu, Toutes les voitures Françaises 1927, in Automobilia Hors-Serie No.78, Paris 2006, zit. als „Bellu 1927“
- René Bellu, Toutes les voitures Françaises 1928, in Automobilia Hors-Serie No.94, Paris 2009, zit. als „Bellu 1928“
- René Bellu, Toutes les voitures Françaises 1929, in Automobilia Hors-Serie No.84, Paris 2006, zit. als „Bellu 1929“
- René Bellu, Toutes les voitures Françaises 1930, in Automobilia Hors-Serie No.74, Paris 2005, zit. als „Bellu 1930“
- René Bellu, Toutes les voitures Françaises 1931, in Automobilia Hors-Serie No.90, Paris 2008, zit. als „Bellu 1931“
- René Bellu, Toutes les voitures Françaises 1932, in Automobilia Hors-Serie No.80, Paris 2006, zit. als „Bellu 1932“
- René Bellu, Toutes les voitures Françaises 1933, in Automobilia Hors-Serie No.96, Paris 2009, zit. als „Bellu 1933“
- René Bellu, Toutes les voitures Françaises 1934, Automobilia Hors-Serie No.22, Paris 2002, zit. als „Bellu 1934“
- Monique Chapelle: Berliet. 1. Auflage. EMCE, Saint-Chamond 2016, ISBN 978-2-35740-049-8.